# Józef Oktawiec
Józef Oktawiec (ur. 1869 w Nadwórnej, zm. 1940) – polski działacz socjalistyczny w Galicji, poseł na Sejm I kadencji w II RP (w 1927).

## Życiorys
Ukończył szkołę ludową, a następnie szkołę rzemieślniczą i odbył praktykę u majstra kowalskiego w Nadwórnej. Początkowo podjął zatrudnienie w szybach naftowych w Małopolsce Wschodniej. Następnie od 1899 wyjechał na Ukrainę, gdzie był wiertaczem studzien artezyjskich. W 1901 powrócił do Galicji i prowadził tam bezskutecznie poszukiwania nafty na własnych terenie w Orowie. Następnie pracował jako robotnik naftowy w Schodni, niedaleko Borysławia. Ostatecznie przeniósł się do Borysławia.
W Borysławiu wstąpił do PPSD, gdzie został członkiem komitetu lokalnego. Był sekretarzem organizacji związku zawodowego robotników przemysłu naftowego. W 1904 został członkiem komitetu organizacyjnego strajku o 8-godzinny dzień pracy. W okresie od 1905 do 1922 przewodniczył Powiatowej Kasie Chorych w Drohobyczu. Według podanego przez niego w 1927 życiorysu, wchodził on w 1911 w skład Centralnego Komitetu Wykonawczego PPS. Jednak żadne źródła tego nie potwierdzają. Natomiast na XI Zjeździe PPSD w 1908 wszedł do Zarządu Partyjnego. Na XII Zjeździe PPSD w 1912 wszedł do Komitetu Wykonawczego PPSD, ponownie wszedł w skład Komitetu Wykonawczego po XIV Zjeździe PPSD w 1918.
Podczas I wojny światowej służył w armii od 1914 do 1916. W 1918 uczestniczył w akcji rozbrajania żołnierzy niemieckich w Borysławiu; w październiku 1918 został przewodniczącym borysławskiej Rady Robotniczej.
Podczas wojny polsko-ukraińskiej, gdy oddziały ukraińskie zajęły Borysław, kierował aprowizacją robotników w mieście. W 1919 zdał egzamin wymagany na stanowisku kierownika technicznego kopalni i pracował na tym stanowisku kolejno: w Mrażnicy, Borysławiu i Schodnicy w Borysławsko-Drohobyckiim Zagłębiu Naftowym.
W wyborach parlamentarnych w 1922 kandydował z listy nr 2 (PPS) w okręgu wyborczym nr 52 (Stryj) oraz z listy państwowej. Nie uzyskał mandatu i został zastępcą posła. Po zrzeczeniu się 25 stycznia 1927 mandatu poselskiego przez Jędrzeja Moraczewskiego wszedł na jego miejsce, składając ślubowanie 1 marca 1927 jako poseł Związku Parlamentarnego Polskich Socjalistów. W wyborach parlamentarnych w 1928 bezskutecznie kandydował do Sejmu i Senatu z list państwowych nr 2 (PPS).
Po 1928 politycznie związany z BBWR. W okresie od 1935 do 1938 był zastępcą senatora w województwie lwowskim.